# Futbol'nyj Klub Chimki
Il Futbol'nyj Klub Chimki, meglio noto come Chimki, (in russo ФК Химки?) è stata una società calcistica russa con sede nella città di Chimki.

## Storia
Il club è nato nel 1996 dalla fusione di due squadre amatoriali della città, il Rodina e il Novator. Entrò di diritto nel campionato dilettantistico russo. Su 150 squadre che ambivano alla promozione solo una poteva essere promossa in terza divisione. Il Chimki riuscì nell'impresa battendo in finale l'Energia Ulyanovsk ai calci di rigore.
Il 30 gennaio 1997 il Chimki divenne, così, un club professionistico. Sempre in quell'anno la squadra finì seconda e venne promossa in Vtoroj divizion, la terza divisione del campionato russo, a causa della soppressione della Tret'ja Liga.
Il Chimki fu promosso in Pervyj divizion (la seconda serie russa) nel 2000: dopo aver vinto sia proprio Girone Centro ai play-off fu sconfitto nel doppio confronto dal Severstal' Čerepovec, che però rinunciò a disputare la categoria superiore, consentendo al Chimki di essere promosso.
Le prestazioni della squadra migliorarono di anno in anno: nel 2005 finì in zona promozione, quarta a soli quattro punti che volevano dire promozione in massima serie; nella stessa stagione infatti arrivò fino alla finale di Coppa battuta dal CSKA Mosca (0-1).
La squadra nel 2006 è stata promossa in Prem'er-Liga, dove ha militato fino al 2009, ottenendo anche un nono posto nel 2007.
Nel 2013 è stata addirittura retrocessa in PPF Ligi (terza serie russa), dove è rimasta fino al 2016, quando è stata promossa nuovamente in PFN Ligi. Nel 2020 vinse l'ultima edizione della Kubok FNL, torneo amichevole riservato alle squadre di seconda serie.

## Posizione pubblica
Il club ha sostenuto attivamente l'invasione russa dell'Ucraina e l'annessione dei territori occupati dell'Ucraina, quando, il 1 ottobre 2022, in una partita contro il CSKA, il club ha appeso uno striscione con simboli di guerra in una tribuna vuota e la squadra ha iniziato a giocare con il nastro di San Giorgio e la bandiera russa sulla loro divisa. I tifosi della squadra hanno rinnegato l'iniziativa, considerandola un tentativo da parte di alcune persone nuove nel club di ingraziarsi l'ondata di #hurrahpotheotism. La dirigenza del club ha deciso di utilizzare i fondi ricevuti dalla partita del 15 ottobre contro il Fakel per sostenere le forze armate russe.

## Allenatori e presidenti
- 2000  Aleksandr Piskaryov (gen.-mag.)
 Viktor Papaev (mag.-dic.)
- 2001  Aleksey Petrushin (gen.-ago.)
 Ravil Sabitov (gen.-ago.)
- 2002  Ravil' Sabitov (gen.-lug.)
 Sergéj Derkač (lug.-dic.)
- 2003  Sergéj Derkač (gen.-giu.)
 Dmitri Galyamin (giu.-dic.)
- 2004  Vasiliy Kulkov (gen.-feb.)
 Vladimir Ševčuk (feb.-set.)
 Ilya Tsymbalar (set.)
 Pavlo Yakovenko (set.-dic.)
- 2005-2006  Vladimir Kazachenok
- 2007  Vladimir Kazachenok (gen.-set.)
 Slavoljub Muslin (feb.-set.)
- 2008  Slavoljub Muslin (gen.-apr.)
 Igor Yushchenko (apr.-mag.)
 Sergey Yuran (mag.-dic.)
- 2009  Konstantin Sarsania (gen.-set.)
 Igor Chugaynov (mag.-dic.)
- 2010  Evgeni Bushmanov
- 2011-2012  Oleg Dolmatov (lug.-apr.)
 Aleksandr Tarkhanov (apr.-giu.)
- 2012-2013  Omari Tetradze (lug.-ott.)
 Aleksandr Tarkhanov (ago.-nov.)
 Vladimir Muchanov (dic.-giu.)
- 2014-2015  Vladimir Maminov
- 2015-2016  Vadim Chafizov
- 2016-2017  Aleksandr Irchin
- 2017-2018  Oleg Stogov (lug.-set.)
 Aleksandr Irkhin (set.-feb.)
 Yuri Krasnozhan (feb.-giu.)
- 2018-2019  Igor Shalimov (lug.-apr.)
 Andrey Talalaev (apr.-giu.)
- 2019-2020  Andrey Talalaev (lug.-feb.)
 Sergey Yuran (apr.-lug.[13])
- 2020-2021  Dmitrij Gun'ko (ago.-set.)
 Igor Cherevchenko (set.-giu.)
- 2021-2022  Igor Cherevchenko (lug.-ott.)
 Igor Yushchenko (ott.-nov.)
 Igor Cherevchenko (nov.-feb.)
 Sergey Yuran (feb.-giu.)

## Organico

### Rosa 2024-2025
| N. |                       | Ruolo | Calciatore          |
| -- | --------------------- | ----- | ------------------- |
| 2  | Serbia (bandiera)     | D     | Petar Golubović     |
| 3  | Russia (bandiera)     | C     | Irakliy Chezhia     |
| 5  | Russia (bandiera)     | D     | Danil Stepanov      |
| 6  | Montenegro (bandiera) | C     | Stefan Melentijević |
| 7  | Russia (bandiera)     | A     | Il'ja Sadygov       |
| 9  | Russia (bandiera)     | C     | Aleksandr Rudenko   |
| 11 | Russia (bandiera)     | C     | Reziuan Mirzov      |
| 14 | Russia (bandiera)     | D     | Georgij Džikija     |
| 15 | Venezuela (bandiera)  | D     | Diego Luna          |
| 17 | Russia (bandiera)     | C     | Il'ja Berkovskij    |
| 18 | Russia (bandiera)     | C     | Zelimchan Bakaev    |
| 22 | Colombia (bandiera)   | C     | Robert Mejía        |

| N. |                           | Ruolo | Calciatore      |
| -- | ------------------------- | ----- | --------------- |
| 24 | Panama (bandiera)         | D     | Edgardo Fariña  |
| 25 | Russia (bandiera)         | D     | Oleksandr Filin |
| 32 | Argentina (bandiera)      | C     | Lucas Vera      |
| 55 | Russia (bandiera)         | C     | Kirill Kaplenko |
| 72 | Spagna (bandiera)         | D     | Dani Fernández  |
| 77 | Spagna (bandiera)         | C     | Álex Corredera  |
| 87 | Russia (bandiera)         | P     | Nikita Kokarev  |
| 91 | Russia (bandiera)         | A     | Anton Zabolotny |
| 96 | Russia (bandiera)         | P     | Igor' Obuchov   |
| 97 | Russia (bandiera)         | C     | Butta Magomedov |
| 99 | Brasile (bandiera)        | D     | Orinho          |
|    | Costa d'Avorio (bandiera) | C     | Boni Amian      |

### Rosa 2023-2024
| N. |                   | Ruolo | Calciatore        |
| -- | ----------------- | ----- | ----------------- |
| 2  | Russia (bandiera) | D     | Georgij Džikija   |
| 4  | Russia (bandiera) | D     | Danil Stepanov    |
| 7  | Russia (bandiera) | A     | Il'ja Sadygov     |
| 9  | Russia (bandiera) | C     | Aleksandr Rudenko |
| 10 | Russia (bandiera) | A     | Kirill Pančenko   |
| 16 | Russia (bandiera) | D     | Oleg Isaenko      |

| N. |                        | Ruolo | Calciatore       |
| -- | ---------------------- | ----- | ---------------- |
| 23 | Bielorussia (bandiera) | D     | Zachar Volkaŭ    |
| 77 | Russia (bandiera)      | C     | Reziuan Mirzov   |
| 97 | Russia (bandiera)      | C     | Butta Magomedov  |
|    | Russia (bandiera)      | C     | Kirill Kaplenko  |
|    | Argentina (bandiera)   | C     | Lucas Vera       |
|    | Brasile (bandiera)     | C     | Marcos Guilherme |

### Rosa 2022-2023
| N. |                    | Ruolo | Calciatore        |
| -- | ------------------ | ----- | ----------------- |
| 1  | Russia (bandiera)  | P     | Anton Mitrjuškin  |
| 3  | Russia (bandiera)  | D     | Filip Dagerstål   |
| 4  | Nigeria (bandiera) | D     | Brian Idowu       |
| 5  | Russia (bandiera)  | C     | Aleksej Nikitin   |
| 6  | Russia (bandiera)  | D     | Dmitrij Tichij    |
| 7  | Russia (bandiera)  | A     | Il'ja Sadygov     |
| 9  | Russia (bandiera)  | C     | Aleksandr Rudenko |
| 10 | Russia (bandiera)  | A     | Aleksandr Dolgov  |
| 15 | Russia (bandiera)  | D     | Egor Danilkin     |
| 17 | Russia (bandiera)  | C     | Aleksandr Zuev    |
| 19 | Russia (bandiera)  | D     | Artur Čërnyj      |
| 20 | Serbia (bandiera)  | C     | Nemanja Glavčić   |

| N. |                           | Ruolo | Calciatore       |
| -- | ------------------------- | ----- | ---------------- |
| 23 | Bielorussia (bandiera)    | D     | Zachar Volkaŭ    |
| 33 | Russia (bandiera)         | P     | Vitalij Gudiev   |
| 42 | Costa d'Avorio (bandiera) | C     | Roman Mory Gbane |
| 63 | Russia (bandiera)         | C     | Danil Kazancev   |
| 77 | Russia (bandiera)         | C     | Reziuan Mirzov   |
| 87 | Russia (bandiera)         | C     | Kirill Boženov   |
| 97 | Russia (bandiera)         | C     | Butta Magomedov  |
| 99 | Russia (bandiera)         | C     | Ajaz Guliev      |
|    | Brasile (bandiera)        | D     | Léo Andrade      |
|    | Brasile (bandiera)        | C     | Marcos Guilherme |
|    | Guinea-Bissau (bandiera)  | C     | Janio Bikel      |

### Rosa 2021-2022
| N. |                        | Ruolo | Calciatore          |
| -- | ---------------------- | ----- | ------------------- |
| 1  | Russia (bandiera)      | P     | Egor Generalov      |
| 3  | Russia (bandiera)      | D     | Filip Dagerstål     |
| 4  | Nigeria (bandiera)     | D     | Brian Idowu         |
| 5  | Russia (bandiera)      | C     | Aleksandr Trošečkin |
| 6  | Russia (bandiera)      | D     | Dmitrij Tichij      |
| 7  | Russia (bandiera)      | A     | Il'ja Sadygov       |
| 8  | Russia (bandiera)      | C     | Denis Glušakov      |
| 9  | Svizzera (bandiera)    | A     | Kemal Ademi         |
| 10 | Azerbaigian (bandiera) | A     | Kamran Aliev        |
| 11 | Russia (bandiera)      | D     | Ėl'mir Nabiullin    |
| 13 | Russia (bandiera)      | P     | Anton Mitrjuškin    |
| 14 | Svezia (bandiera)      | C     | Besard Sabovic      |
| 15 | Russia (bandiera)      | D     | Egor Danilkin       |

| N. |                           | Ruolo | Calciatore        |
| -- | ------------------------- | ----- | ----------------- |
| 18 | Russia (bandiera)         | C     | Artëm Sokolov     |
| 19 | Costa d'Avorio (bandiera) | A     | Senin Sebai       |
| 21 | Russia (bandiera)         | C     | Il'ja Kamyšev     |
| 22 | Russia (bandiera)         | P     | Il'ja Lantratov   |
| 25 | Ucraina (bandiera)        | D     | Oleksandr Filin   |
| 27 | Armenia (bandiera)        | A     | David Davidjan    |
| 33 | Slovenia (bandiera)       | D     | Dušan Stojinović  |
| 35 | Russia (bandiera)         | P     | Vitalij Syčëv     |
| 44 | Russia (bandiera)         | C     | Il'ja Kucharčuk   |
| 87 | Russia (bandiera)         | C     | Kirill Boženov    |
|    | Russia (bandiera)         | D     | Jurij Žirkov      |
|    | Russia (bandiera)         | C     | Aleksandr Rudenko |
|    | Russia (bandiera)         | C     | Butta Magomedov   |

### Rosa 2020-2021
| N. |                        | Ruolo | Calciatore          |
| -- | ---------------------- | ----- | ------------------- |
| 1  | Russia (bandiera)      | P     | Dmitrij Chomič      |
| 2  | Russia (bandiera)      | D     | Arsenij Logašov     |
| 4  | Nigeria (bandiera)     | D     | Brian Idowu         |
| 5  | Russia (bandiera)      | C     | Aleksandr Trošečkin |
| 6  | Russia (bandiera)      | D     | Dmitrij Tichij      |
| 7  | Russia (bandiera)      | C     | Gela Zaseev         |
| 8  | Russia (bandiera)      | C     | Denis Glušakov      |
| 10 | Azerbaigian (bandiera) | A     | Kamran Aliev        |
| 11 | Russia (bandiera)      | A     | Reziuan Mirzov      |
| 15 | Russia (bandiera)      | D     | Egor Danilkin       |
| 17 | Russia (bandiera)      | A     | Aršak Korjan        |
| 18 | Russia (bandiera)      | C     | Danil Lipovoj       |
| 20 | Kazakistan (bandiera)  | C     | Ïslambek Qwat       |
| 21 | Russia (bandiera)      | C     | Il'ja Kamyšev       |
| 22 | Russia (bandiera)      | P     | Il'ja Lantratov     |
| 25 | Ucraina (bandiera)     | D     | Oleksandr Filin     |

| N. |                           | Ruolo | Calciatore       |
| -- | ------------------------- | ----- | ---------------- |
| 28 | Russia (bandiera)         | C     | Pavel Mogilevec  |
| 33 | Russia (bandiera)         | D     | Evgenij Gapon    |
| 35 | Russia (bandiera)         | P     | Egor Generalov   |
| 42 | Russia (bandiera)         | D     | Michail Tichonov |
| 44 | Russia (bandiera)         | C     | Il'ja Kucharčuk  |
| 45 | Costa d'Avorio (bandiera) | A     | Mohamed Konaté   |
| 47 | Russia (bandiera)         | A     | Aleksandr Dolgov |
| 63 | Russia (bandiera)         | C     | Danil Kazancev   |
| 70 | Russia (bandiera)         | C     | Andrej Murnin    |
| 78 | Russia (bandiera)         | A     | Danil Massurenko |
| 80 | Russia (bandiera)         | C     | Maksim Žumabekov |
| 87 | Russia (bandiera)         | C     | Kirill Boženov   |
| 88 | Russia (bandiera)         | A     | Vladimir Djadjun |
| 98 | Russia (bandiera)         | C     | Maksim Kostyayev |
|    | Russia (bandiera)         | C     | Bogdan Mišukov   |

## Palmarès

### Competizioni nazionali
- Pervenstvo Futbol'noj Nacional'noj Ligi: 2

2006, 2023-2024
- Vtoraja liga Rossii: 2

2000 (Girone Centro), 2015-2016 (Girone Ovest)
- Kubok FNL: 1

2020

### Altri piazzamenti
- Coppa di Russia:

Finalista: 2004-2005, 2019-2020
- Pervenstvo Futbol'noj Nacional'noj Ligi:

Secondo posto: 2019-2010